# Dirk (Vorname)
Dirk ist ein männlicher Vorname.

## Herkunft und Bedeutung
Dirk stammt aus dem Althochdeutschen, ist eine Kurzform von Dietrich und bedeutet „mächtiger Herrscher (rich) des Volkes (diet)“.

## Verbreitung
Im Niederdeutschen und Niederländischen ist Dirk als Rufname seit Langem gebräuchlich, allerdings findet sich in Urkunden oft die Form Dietrich (deutsch) oder Theodorus (lateinisch, statt der latinisierten Form Theodericus). In den 1940er und 1950er Jahren gehörte Dirk in Deutschland zu den hundert häufigsten Jungennamen. Anfang der 1960er Jahre erlebte der Name erneut einen Popularitätsschub und war in der zweiten Hälfte des Jahrzehnts einige Male unter den zehn häufigsten Jungennamen. Dann ging seine Beliebtheit zunächst allmählich, ab den 1980er Jahren stark zurück.
In Österreich kommt der Name seit 1984 hin und wieder in der Namensgebung vor. Der Name wird in der Schweiz mindestens seit den 1930er Jahren vergeben, insgesamt rund 1.600 Mal. Besonders beliebt war er in den späten 1960er und frühen 1970er Jahren, als er zu den Top-200 gehörte. In den Niederlanden lag der Name von 1930 bis 2005 durchgehend in den Top-100 und bis 1948 sogar stets in den Top-20. In den letzten Jahren hat seine Beliebtheit stark nachgelassen. Von 1930 bis 2023 wurde er etwa 60.600 Mal vergeben. Im Jahr 2024 belegte er Rang 305.
Der Name ist in den nordischen Ländern Dänemark, Norwegen und Schweden nur mäßig beliebt. Die Vergabe ist auch in Liechtenstein, Frankreich, Belgien, England, Schottland und Nordirland nachgewiesen.
In den USA befand sich der Name von den späten 1940er Jahren bis Ende der 1980er Jahre in den Top-1000. Im Jahr 1954 erzielte er mit Rang 341 seine beste Platzierung. Der Name kommt in Kanada seit 1980 in der Namensgebung vor, jedoch nur in einem geringen Umfang.

## Varianten
- Derek
- Derk
- Dierck
- Dierk
- Dirck
- Dirg
- Dirko
- Dörk
- Durk (friesisch-niederländisch)
- Dye (friesisch)
- Dyrk
- Thierry (französisch)
- Thirk (älteste Form th=d)

## Namenstag
- 27. Januar: Hl. Theoderich (Dietrich) von Orléans
- 2. Februar: Hl. Theoderich (Dietrich) von Minden
- 29. April: Dietrich von Thoreida
- 1. Juli: Hl. Theoderich (Dietrich) von Reims
- 9. Juli: Hl. Theodor (Dietrich) van der Eem
- 7. September: Sel. Dietrich (Theoderich) I. von Metz
- 27. September: Dietrich I. von Naumburg
- 12. Dezember: Sel. Dietrich (Theoderich) von Kremsmünster
- 16. Dezember: Dietrich von Rommersdorf

## Namensträger

### Dirk
- Dirk Bach (1961–2012), deutscher Schauspieler
- Dirk Baecker (* 1955), deutscher Soziologe
- Dirk Bauermann (* 1957), deutscher Basketballtrainer
- Dirk Benedict (* 1945), US-amerikanischer Schauspieler
- Dirk Bernemann (* 1975), deutscher Autor
- Dirk Bikkembergs (* 1959), belgischer Modedesigner
- Dirk Blocker (* 1957), US-amerikanischer Schauspieler
- Dirk Bogarde (1921–1999), britischer Schauspieler
- Dirk Brockmann (* 1969), deutscher Physiker und Hochschullehrer, insbes. epidemiologische Modellierung
- Dirk Busch (* 1950), deutscher Sänger, Komponist und Soziologe
- Dirk Caspers (* 1980), deutscher Fußballspieler
- Dirk D’Ase (* 1960), österreichischer Komponist
- Dirk Felsenheimer (* 1962), deutscher Musiker, siehe Bela B
- Dirk Fischer (* 1943), deutscher Politiker (CDU)
- Dirk Frimout (* 1941), belgischer Astronaut
- Dirk Galuba (* 1940), deutscher Schauspieler
- Dirk Geiger (* 2002), deutscher Motorradrennfahrer
- Dirk Girschik (* 1985), deutscher Musiker und Opernregisseur
- Dirk van Gunsteren (* 1953), deutscher literarischer Übersetzer
- Dirk van Haaren (1878–1953), niederländischer Maler
- Dirk Hamm (* 1968), deutscher Filmproduzent
- Dirk Henn (* 1960), deutscher Spieleautor
- Dirk Hoeges (1943–2020), deutscher Romanist
- Dirk Jäger (* 1964), deutscher Onkologe
- Dirk Kaesler (* 1944), deutscher Soziologe und Hochschullehrer
- Dirk Kemper (* 1959), deutscher Germanist, Literaturwissenschaftler und Hochschullehrer
- Dirk Krüger (Literaturwissenschaftler) (* 1940), deutscher Lehrer und Literaturwissenschaftler
- Dirk Krüger (Volkswirt) (* 1970), deutscher Ökonom
- Dirk Krüger (Boxer) (* 1973), deutscher Boxer
- Dirk Küchmeister (1962–2014), deutscher Rechtsanwalt und TV-Darsteller
- Dirk Kurbjuweit (* 1962), deutscher Journalist und Schriftsteller
- Dirk Kuyt (* 1980), niederländischer Fußballspieler
- Dirk Landau (* 1964), deutscher Politiker (CDU)
- Dirk Lange (* 1963), deutscher Schwimmtrainer
- Dirk Lange (* 1964), deutscher Politikwissenschaftler
- Dirk Lehr (* 1969), deutscher Rechtsanwalt, Kunstsammler und Sachbuchautor
- Dirk Leun (* 1964), deutscher Handballspieler und -trainer
- Dirk von Lowtzow (* 1971), deutscher Musiker
- Dirk Lüken (1932–2020), deutscher Komponist, Kirchenmusiker und Schriftsteller
- Dirk Martens (* 1964), deutscher Schauspieler
- Dirk Meusel (* 1977), deutscher Ruderer
- Dirk Lodewijk Willem van Mierop (1876–1930), niederländischer Pazifist und Anarchist
- Dirk Mommertz (* 1974), deutscher Pianist
- Dirk Müller (* 1946), niederländischer Bildhauer
- Dirk Müller (* 1965), deutscher Schauspieler und Synchronsprecher
- Dirk Müller (* 1968), deutscher Sachbuchautor und ehemaliger Börsenmakler
- Dirk Müller (* 1973), deutscher Radsportler
- Dirk Müller (* 1973), deutscher Kinderdarsteller
- Dirk Müller (* 1975), deutscher Autorennfahrer
- Dirk Niebel (* 1963), deutscher Politiker (FDP)
- Dirk Nowitzki (* 1978), deutscher Basketballspieler
- Dirk Nürnberger (* 1970), deutscher Langstreckenläufer
- Dirk Penkwitz (* 1969), deutscher Fernsehmoderator
- Dirk Raudies (* 1964), deutscher Motorradrennfahrer
- Dirk Riegner (* 20. Jahrhundert), deutscher Musiker
- Dirk Roßmann (* 1946), deutscher Unternehmer
- Dirk Sager (1940–2014), deutscher Journalist
- Dirk Schäfer (* 1961), deutscher Filmregisseur
- Dirk Schlegel (* 1961), deutscher Fußballspieler
- Dirk Schneider (1939–2002), deutscher Politiker (Grüne) und DDR-Agent
- Dirk Schoedon (* 1964), deutscher Schauspieler
- Dirk Steffens (* 1967), deutscher Fernsehmoderator
- Dirk Stermann (* 1965), deutscher Kabarettist
- Dirk Stettner (* 1969), deutscher Hotelier und Politiker
- Dirk Weiß (* 20. Jahrhundert), deutscher Thrash-Metal-Sänger
- Dirk von Zitzewitz (* 1968), deutscher Motorrad- und Automobilsportler

### Dirck
- Dirck van Baburen (1595–1624), niederländischer Maler
- Dirck Volkertszoon Coornhert (1522–1590), niederländischer Dichter, Gelehrter, Politiker und Künstler
- Dirck Crabeth (≈1505–1574), niederländischer Glasmaler
- Dirck Jansz Graeff (1532–1589), niederländischer Großhändler, Reeder, Politiker
- Dirck Hals (1591–1656), niederländischer Maler
- Dirck Hendricksz, bekannt als Teodoro d’Errico (1542/44–1618), niederländischer Maler in Neapel und Süditalien
- Dirck Mullem (vor 1550 – um 1604), niederländischer Buchdrucker und Verleger
- Dirck Rembrantsz van Nierop (1610–1682), niederländischer Kartograph, Astronom und Mathematiker
- Dirck Dircksz. van Santvoort (1610–1680), niederländischer Maler
- Dirck Trip (1691–1748), Bürgermeister von Amsterdam

### Dierk
- Dierk Berner (* 1957), deutscher Immobilienkaufmann und Handballspieler
- Dierk Prawdzik (* 1962), deutscher Schauspieler
- Dierk Puls (1913–1994), schleswig-holsteinischer Autor, Germanist
- Dierk Raabe (* 1965), deutscher Ingenieur und Werkstoffwissenschaftler
- Dierk Schmidt (* 1965), deutscher Künstler
- Dierk Henning Schnitzler (* 1937), deutscher Jurist, Polizist und Polizeipräsident (Wasserschutzpolizei NRW, Bonn)
- Dierk Stemmler (* 1935), deutscher Kunsthistoriker und Kurator

### Varianten des Namens
- Tyrkir (um 1000 n. Chr.), deutscher Gelehrter und Ziehvater Leif Eriksson